# Stan Valckx
Stan Valckx (Arcen, 20 ottobre 1963) è un dirigente sportivo ed ex calciatore olandese, di ruolo difensore, attuale direttore sportivo della squadra polacca del Wisla Cracovia.